# Suore ancelle del Cuore Immacolato di Maria (Québec)
Le suore ancelle del Cuore Immacolato di Maria, dette suore del Buon Pastore (in francese Sœurs Servantes du Cœur Immaculé de Marie), sono un istituto religioso femminile di diritto pontificio: le suore di questa congregazione pospongono al loro nome le sigla S.C.I.M.

## Storia

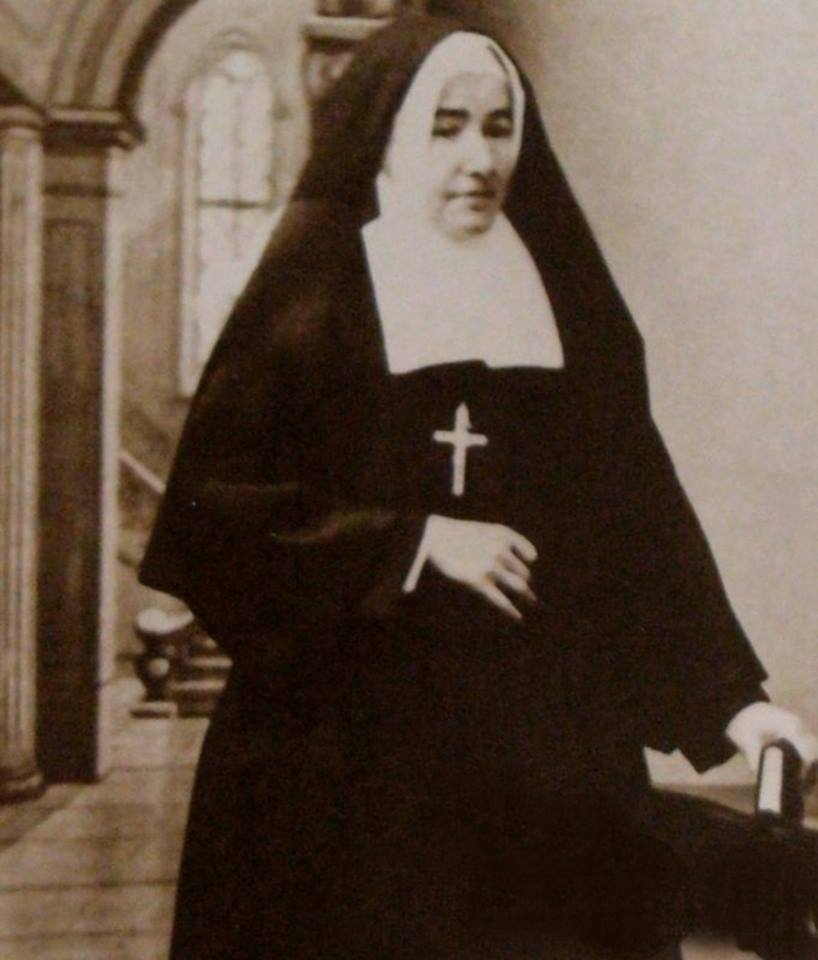
Marie-Josephe Fitzbach, fondatrice della congregazione

La congregazione fu fondata a Québec l'11 gennaio 1850 da Marie-Josephe Fitzbach (1806-1885) con l'aiuto di sei insegnanti che accettarono di condurre vita comune con lei.
Le giovani vennero iniziate alla vita religiosa dal gesuita Louis Saché, che redasse anche le prime regole della comunità. Vivente la fondatrice, la congregazione arrivò a contare oltre 200 suore sparse tra Canada e Stati Uniti d'America: nel 1935 venne aperta la prima missione in Basotholand e poco dopo altre in Ruanda e ad Haiti.
L'istituto ricevette il pontificio decreto di lode il 25 luglio 1880 e le sue costituzioni vennero approvate definitivamente dalla Santa Sede il 16 agosto 1921.

## Attività e diffusione
Gli scopi delle suore del Buon Pastore sono istruire ed educare cristianamente la gioventù e aiutare le giovani traviate.
Sono presenti in Canada, Haiti, Stati Uniti d'America, Brasile, Lesotho, Ruanda, Sudafrica;
la sede generalizia è a Sainte-Foy-Sillery-Cap-Rouge, presso Québec.
Alla fine del 2008 la congregazione contava 582 religiose in 46 case.